# Jan Bonaventura
Jan Bonaventura (21. března 1943 Praha – 14. června 1999 tamtéž) byl český filmový a televizní režisér.

## Život
Jako malý bydlel v domě blízko Smíchovského nádraží v Praze, zde zřejmě začala jeho láska k železnici a lokomotivám. Také do čimelické Střední průmyslové školy filmové, kterou navštěvoval v letech 1957–1961, jezdil vlakem. Po vojně v Chebu nastoupil do tehdejší Československé televize jako asistent do Hlavní redakce zábavných pořadů, kde působil do roku 1970. Krátce pracoval pro 2. program ČST, aby poté přešel do hudební redakce už jako scenárista a pomocný režisér.
Pod jeho režisérským vedením vzniklo mnoho zábavných televizních pořadů a přímých přenosů vážné hudby. Mezi nejznámější díla patří komedie Miliónová láska s Jiřím Bartoškou (1987), Stvoření světa s Jiřím Menzlem (1989), Zvonokosy s Dášou Veškrnovou (1990).
Spolupracoval také s Divadlem Spejbla a Hurvínka. Oblíbený byl i soutěžní pořad Kufr, který uváděl Pavel Zedníček a vysílal se mnoho let.
V roce 1988 onemocněl leukémií, se kterou statečně bojoval 11 let a jíž nakonec 14. června 1999 podlehl. Při léčbě se seznámil s lékařkou, kterou si později vzal za manželku. Bylo to jeho druhé manželství.
Jeho koníčkem byla železnice, na zahrádce u jeho domu je dodnes mechanické návěstidlo a replika vozíku i s kouskem kolejí. Byl také obdivovatelem a sběratelem obrazů malíře Jaroslava Ronka, který se často věnoval železniční tematice. Jan Bonaventura natočil také mnohodílný pořad Kupé, kde známé osobnosti vyprávějí příhody v jedoucím vlaku. Jeho nejoblíbenější značkou vozu byl Citroën. Jiné vozy neuznával. Nejoblíbenější knihy byly od Julese Verna, měl všechna jeho díla.
Měl jednoho syna, Davida, který jde v jeho šlépějích.
Původ jeho v Čechách neobvyklého italského jména se údajně nalézá u vojáka zraněného v bitvě u Slavkova, který se již domů nevrátil a založil na Moravě rodinu. Otec Jana Bonaventury ale pocházel ze Smečna na Kladensku, kde se oženil s dívkou z nedalekého Libušína, jeho budoucí matkou.[zdroj?]
Jak vyplývá ze svazku Jana Bonaventury z Archivu bezp. složek  a matrik OÚ Slaný , jeho otec žil ve Smečně, ale narodil se v Zubří na Chrudimsku, kde je jejich rodina doložena již před rokem 1800. Do Zubří se Bonaventurové přiženili ze Skutče, kde tuto rodinu najdeme už v soupisu poddaných podle víry z roku 1651 .